# Mariarosa Dalla Costa
Mariarosa Dalla Costa é uma feminista italiana que fez parte do movimento Potere Operaio de Antonio Negri, entre o fim da década de 1960 e o início dos anos 1970. Após deixar o grupo, em 1971, Mariarosa constituiu o Lotta Femminista, como forma de criticar as deficiências na militância do Potere Operaio. Em decorrência da repressão aos radicais de esquerda em fins dos anos 1970, na Itália, ela dedicou-se a lecionar teoria política na Universidade de Padova.

## Obras
- Alcune note sul neoliberismo, la terra e la questione alimentare in "Ecologia Politica", n. 1. 1997 ("Some Notes on Neoliberalism, on Land and on The Food Question" in Canadian Woman Studies, Primavera de 1997, Vol. 17, n. 2)
- Donne e politiche del debito. Condizione e lavoro femminile nella crisi del debito internazionale. 1995 (Mariarosa Dalla Costa e Giovanna Franca Dalla Costa (eds.): Paying the Price. Women and the Politics of International Economic Strategies. 1995)
- Capitalismo e riproduzione, in "Capitalismo NaturaSocialismo", n. 1 janeiro-abril de 1995 ("Capitalism and Reproduction", in Bonefeld, Werner et al (eds.), 1995).
- Famiglia, welfare e stato tra progressismo e New Deal. 1983
- Brutto ciao (Dalla Costa, Mariarosa e Fortunati, Leopoldina). Edizioni delle donne, Roma, 1977.
- Potere femminile e sovversione sociale. Marsilio Editori, Padova. (1972), 4a ed. 1977. ("The Power of Women and the Subversion of the Community", Falling Wall Press, Bristol, GB, 1972).